# Suprotîvna Balka, Novi Sanjarî
Suprotîvna Balka (în ucraineană Супротивна Балка) este localitatea de reședință a comunei Suprotîvna Balka din raionul Novi Sanjarî, regiunea Poltava, Ucraina.

## Demografie
Componența lingvistică a localității Suprotîvna Balka
     Ucraineană (95,45%)
     Română (3,03%)
     Rusă (1,21%)
Conform recensământului din 2001, majoritatea populației localității Suprotîvna Balka era vorbitoare de ucraineană (95,45%), existând în minoritate și vorbitori de română (3,03%) și rusă (1,21%).